# Moldavië op het Eurovisiesongfestival 2011

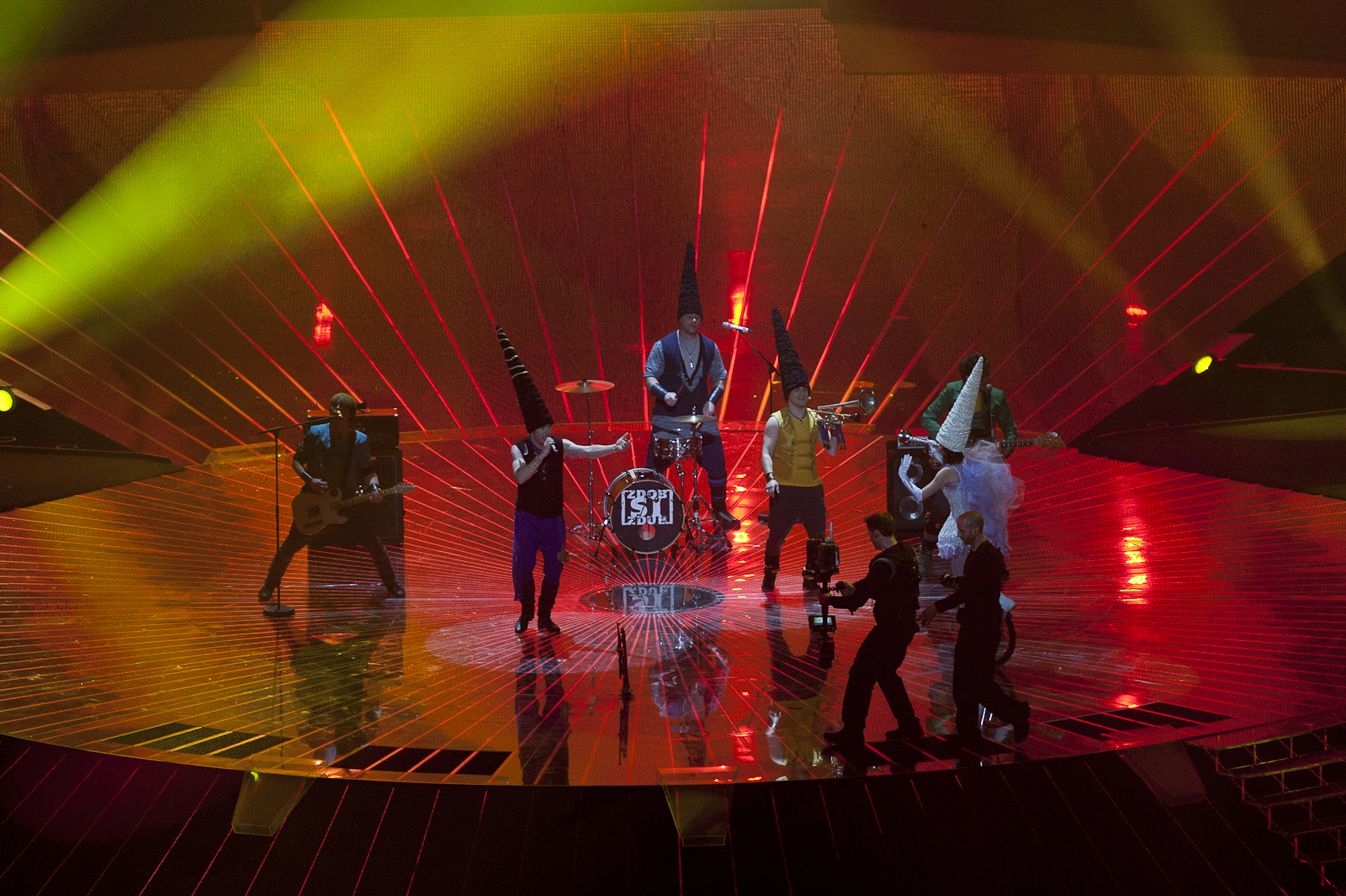
Zdob și Zdub op het podium in Düsseldorf.

Moldavië nam deel aan het Eurovisiesongfestival 2011 in Düsseldorf, Duitsland. Het was de zevende deelname van het land op het Eurovisiesongfestival. TRM was verantwoordelijk voor de Moldavische bijdrage voor de editie van 2011.

## Selectieprocedure
Pas op 6 december 2010 gaf de Moldavische nationale omroep te kennen te zullen deelnemen aan de volgende editie van het Eurovisiesongfestival. Vitalie Cojocaru, head of delegation voor Moldavië, gaf meteen aan dat er een nationale finale zou worden gehouden om de Moldavische kandidaat te verkiezen. Op 27 december maakte de Moldavische nationale omroep de details van de preselectie bekend. Geïnteresseerden konden nummers opsturen naar de nationale omroep. Vervolgens zou een jury 25 nummers kiezen die mochten deelnemen aan de live uitgezonden preselecties. TRM ontving 98 inzendingen. De winnaar werd bepaald door een vakjury (50% van de punten) en het publiek dat via televoting kon stemmen (50% van de punten). Uiteindelijk won Zdob și Zdub met het nummer So lucky. De groep was in 2005 de eerste Moldavische vertegenwoordiger ooit op het Eurovisiesongfestival. Met hun zesde plaats hadden ze tot 2017 de hoogste Moldavische plaats ooit in handen.

## O Melodie Pentru Europa 2011
26 februari 2011
| Plaats | Artiest                          | Lied                         | Jury | Publiek | Totaal |
| ------ | -------------------------------- | ---------------------------- | ---- | ------- | ------ |
| 1      | Zdob și Zdub                     | So lucky                     | 10   | 10      | 20     |
| 2      | Natalia Barbu                    | Let's jazz                   | 12   | 7       | 19     |
| 3      | Pasha Parfeny                    | Dorule                       | 8    | 8       | 16     |
| 4      | Karizma                          | When life is grey            | 7    | 6       | 13     |
| 4      | Millenium                        | In memoriam                  | 1    | 12      | 13     |
| 6      | Boris Covali & Cristina Croitoru | Break it up                  | 6    | 5       | 11     |
| 7      | Valeria Tarasova                 | This is my life              | 5    | 2       | 7      |
| 8      | Aurel Chirtoacă                  | Încă îndrăgostit             | 0    | 4       | 4      |
| 8      | Mariana Mihaila                  | Mi rey!                      | 4    | 0       | 4      |
| 10     | Dumitru Socican                  | Ma pierd când o văd          | 0    | 3       | 3      |
| 10     | M-Studio                         | Night reflection             | 3    | 0       | 3      |
| 12     | Cristina Scarlat                 | Every day will be your day   | 2    | 0       | 2      |
| 13     | Corina Cuniuc                    | Şi tac                       | 0    | 1       | 1      |
| 14     | Adriana Voloşenco                | I can win the game           | 0    | 0       | 0      |
| 14     | Anişoara Balmuş                  | You and I                    | 0    | 0       | 0      |
| 14     | Dana Marchitan                   | Lucky you lucky me           | 0    | 0       | 0      |
| 14     | Diana Staver                     | Love song                    | 0    | 0       | 0      |
| 14     | Doiniţa Gherman                  | Viaţa                        | 0    | 0       | 0      |
| 14     | Ion Krasnopolski                 | Cu fanfara pînă dimineaţa    | 0    | 0       | 0      |
| 14     | Latişev Denis                    | It's my first dance with you | 0    | 0       | 0      |
| 14     | Natan                            | Dacă dragoste mai e          | 0    | 0       | 0      |
| 14     | Nicoleta Gavriliţa               | Just your song               | 0    | 0       | 0      |
| 14     | Odry                             | Doina, dor nemărginit        | 0    | 0       | 0      |
| 14     | Ruslan Taranu                    | Lumina mea                   | 0    | 0       | 0      |
| 14     | Vadim Luchin & Tamaz Djgarcava   | Always                       | 0    | 0       | 0      |

## In Düsseldorf
In Düsseldorf trad Moldavië aan in de tweede halve finale, op 12 mei. Moldavië was als zevende van negentien landen aan de beurt, na Oekraïne en voor Zweden. Bij het openen van de enveloppen bleek dat Zdob şi Zdub zich had geplaatst voor de finale. Na afloop van het festival werd duidelijk dag Moldavië op de tiende plaats was geëindigd, met 54 punten. Het was al voor de derde keer in vijf jaar tijd dat Moldavië zich met een tiende plaats net wist te plaatsen voor de finale. In die finale was Moldavië als vijftiende van 25 landen aan de beurt, na het Verenigd Koninkrijk en voor gastland Duitsland. Aan het einde van de puntentelling stond Zdob şi Zdub op de twaalfde plaats, met 97 punten.